# Nysning

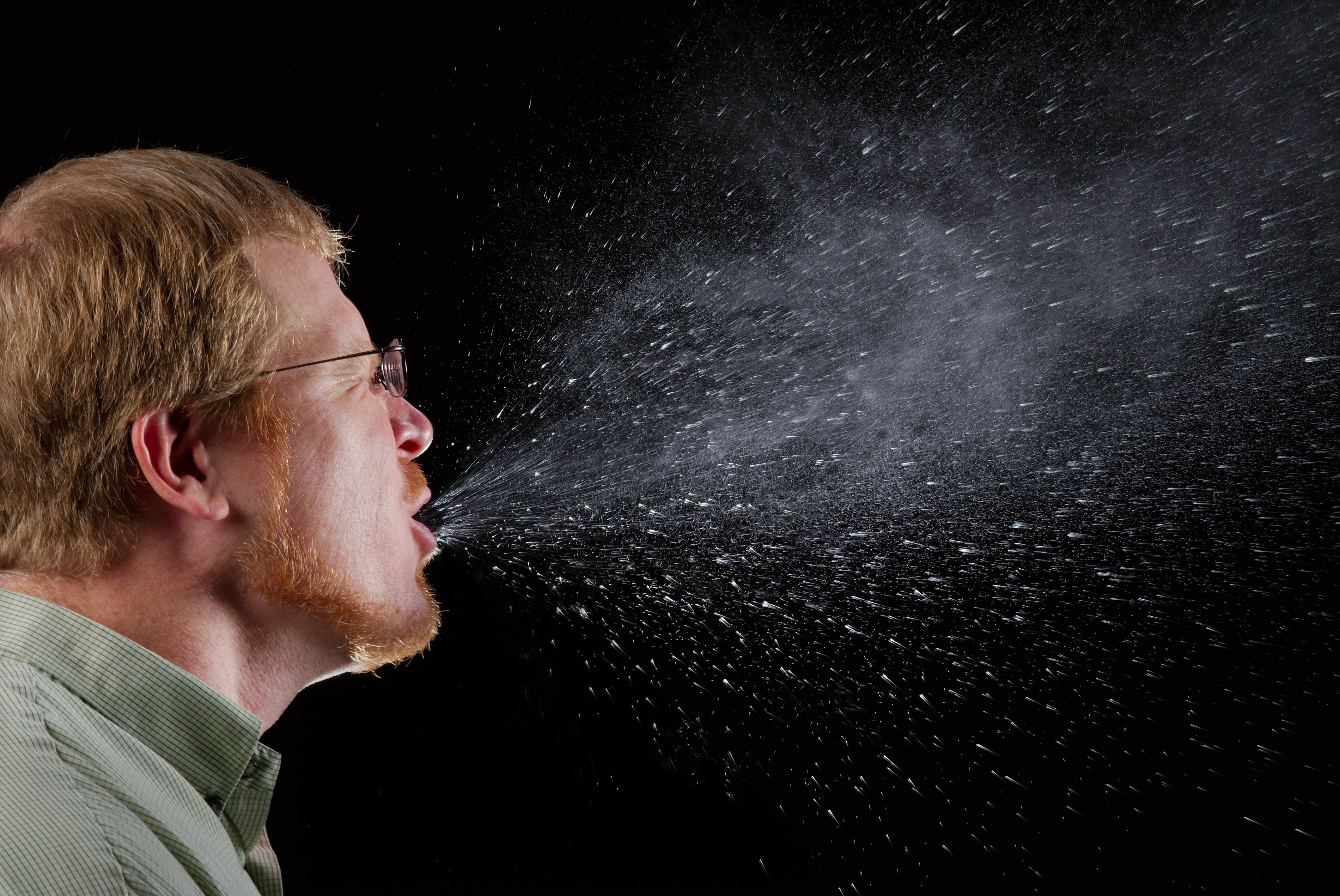
En nysning kan sprida sjukdom.

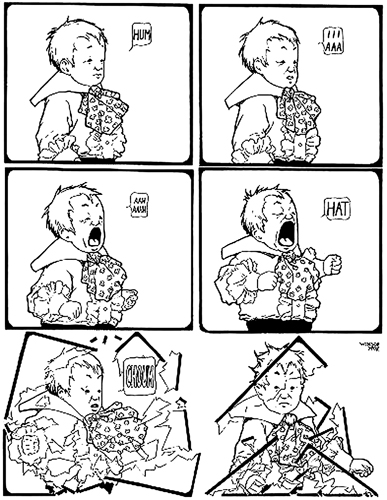
Little Sammy Sneeze av Winsor McCay

Nysning är ett reflexmönster som innebär en snabb utblåsning av luft ur mun och näsa. Nysningen framkallas vanligen genom retning av näsans nervceller, antingen på mekanisk eller kemisk väg. Nysningen är, tillsammans med hostningen, kroppens sätt att blåsa luftvägarna rena. Medan luften vid en hostning måste passera de slutna stämbanden och ut genom munnen, går luften vid en nysning genom öppen röstspringa. Luften går huvudsakligen ut genom munnen.
Nysningar kan också förekomma när någon utsätts för kraftigt ljussken, till exempel när en person som varit inomhus går ut i starkt solsken. Här beror nysningen på att nervsignalerna från ögonen passerar intill näsans signaler vid en kopplingspunkt i hjärnan och "spiller över" en del till näsans nervbanor. Detta fenomen kallas fotisk ljusreflex.
Hastigheten för de partiklar som nyses ut beror på partikelns storlek, där mindre partiklar färdas snabbare.

## Nysning i folktro
En nysning ansågs förr vara framkallad av högre makter, onda eller goda. För att försäkra sig om att nysningen skulle vara till det bästa, uttryckte man en positiv önskan genom lämpligt uttryck. På vanlig svenska kunde man säga Gud signe!.
När någon har nyst är det artigt att säga prosit.                
Det latinska uttrycket prosit! betyder "må det gagna!", från pro sum, "vara nyttig", eller pro sit eller konjunktiv av prodesse, "gagna" eller "vara till nytta".
På andra språk används ofta liknande uttryck för denna förhoppning:
- afrikaans - gesondheid (Hälsa!)
- arabiska - يرحمك الله [Yarhhamuka/-ki Allah] ([må] gud välsigne dig)
- burmesiska - phe ya (Gud välsigne dig)
- engelska - God bless you!, Bless you! ([Gud] välsigne Dig!)
- farsi (persiska) - Afiat bashe
- finska - Terveydeksi!- (Hälsa!)
- franska  - à tes souhaits! (må dina önskningar förverkligas!)
- grekiska - Γιτσες [Jitses] - (Välsigne dig)
- isländska - Guð hjálpi þér - (Må gud hjälpa dig)
- iriska - Dia Linn - (Gud är med oss)
- katalanska - Salut! - (Hälsa!)
- polska - Na zdrowie! (För hälsan!)
- portugisiska - Santinho (Litet helgon)
- portugisiska (Sydamerika) - Saúde (Hälsa)
- ryska - будь здоров! [bud' zdorov] (Var frisk)
- rätoromanska - Viva! - (Lev!)
- spanska - Jesús! - (Jesus)
- spanska (i Latinamerika) - Salud! (Hälsa!)[5]
- turkiska - çok yaşa! (Lev länge!)
- tyska - Gesundheit! (Hälsa!)
- ungerska - Egészségedre (För hälsan; som man även säger när man skålar)
- Kurdiska (Kurmanci)-Her biji (lev länge)